# Mikel Amantegui
Miguel Amantegui Errandonea (Irún, Guipúzcoa, 3 de mayo de 1979) es un exfutbolista español. Jugaba de defensa y su último equipo fue el Benidorm CD de la Segunda División B de España.

## Trayectoria
Es un lateral izquierdo formado en la cantera de la Real Sociedad, Amantegui posee mucha experiencia ya que pasó por diversos equipos de Segunda B. Dos temporadas en la Cultural Leonesa, otras dos en el Sabadell, dos en el Badalona y otras dos en el Orihuela. En 2008 en el Girona FC jugó 18 partidos.

## Clubes
| Club              | País   | Año       |
| ----------------- | ------ | --------- |
| Real Sociedad B   | España | 1999–2000 |
| Cultural Leonesa  | España | 2000-2002 |
| CE Sabadell       | España | 2002-2004 |
| CF Badalona       | España | 2004-2006 |
| Orihuela CF       | España | 2006-2008 |
| Girona FC         | España | 2008-2009 |
| Albacete Balompié | España | 2009-2010 |
| Benidorm CD       | España | 2010-2011 |